# A Woman in Winter
Pour plus de détails, voir Fiche technique et Distribution.
A Woman in Winter est un film britannique réalisé par Richard Jobson et sorti en 2006.

## Fiche technique
- Titre : A Woman in Winter
- Réalisation : Richard Jobson
- Scénario : Richard Jobson
- Photographie : Simon Dennis
- Musique : Vincent Watts
- Pays d'origine : Royaume-Uni
- Date de sortie : 2006

## Distribution
- Jamie Sives : Michael
- Julie Gayet : Caroline
- Jason Flemyng : David
- Susan Lynch : Marianne
- Brian Cox : Dr. Hunt